# Josué (football, 1979)
Pour les articles homonymes, voir Josué.
Josué, de son vrai nom Josué Anunciado de Oliveira, est un footballeur brésilien né le 19 juillet 1979 à Vitória de Santo Antão. Il joue au poste de milieu défensif.

## Sélection nationale
En 2007, il remporte avec le Brésil la Copa América, organisé au Venezuela aux dépens de l'Argentine en remportant la finale 3-0. Depuis il est régulièrement appelé par Dunga, il est également dans la liste des 23 joueurs qui participeront à la Coupe du monde 2010 en Afrique du Sud.

## Palmarès

### en club
- Goiás EC
  - Vainqueur de la Série B : 1999
  - Vainqueur du Championnat de l'État de Goiás (5) : 1997, 1998, 1999, 2000, 2002
  - Vainqueur de la Coupe du Centre-Ouest Brésilien (3): 2000, 2001, 2002
- São Paulo FC
  - Vainqueur du Championnat du Brésil (2) : 2006, 2007
  - Vainqueur du Championnat de l'État de São Paulo (2) : 2003, 2005
  - Vainqueur de la Copa Libertadores : 2005
  - Vainqueur de la Coupe du monde des clubs : 2005
- VfL Wolfsburg
  - Vainqueur de la Bundesliga : 2009

### en sélection
- Brésil
  - Vainqueur de la Copa América : 2007
  - Vainqueur de la Coupe des confédérations : 2009